# George M. Thomas
George Morgan Thomas, född 23 november 1828 i Lewis County i Kentucky, död 7 januari 1914 i Vanceburg i Kentucky, var en amerikansk politiker (republikan). Han var ledamot av USA:s representanthus 1887–1889.
Thomas efterträdde 1887 William H. Wadsworth som kongressledamot och efterträddes 1889 av Thomas H. Paynter. Hans grav finns i Vanceburg.